# Bryx veleronis
Bryx veleronis és una espècie de peix de la família dels singnàtids i de l'ordre dels singnatiformes.

## Morfologia
- Els mascles poden assolir 6 cm de longitud total.[1][2]

## Reproducció
És ovovivípar i el mascle transporta els ous en una bossa ventral, la qual es troba a sota de la cua.

## Hàbitat
És un peix marí de clima tropical que viu entre 27-37 m de fondària.

## Distribució geogràfica
Es troba al Pacífic oriental: des de les Illes Revillagigedo fins a les Illes Galápagos, incloent-hi les illes dels litorals de Costa Rica i Panamà.